# ماكس ستيوارت
ماكس ستيوارت (بالإنجليزية: Max Stewart) هو مهندس أسترالي، ولد في 14 مارس 1935، وتوفي في 19 مارس 1977.

## روابط خارجية
- ماكس ستيوارت على موقع DriverDB.com (الإنجليزية)